# Den kejserlige russiske flåde
Den Kejserlige Russiske Flåde (russisk: Российский императорский флот) var Det Russiske Kejserriges flåde fra 1696 til 1917. Flåden blev formelt grundlagt i 1696, og opererede indtil den blev opløst i 1917 i forbindelse med Februarrevolutionen. Den udviklede sig fra at være en mindre enhed, der havde eksisteret før zar Peter den Stores tiltræden til under dennes ledelse at blive en moderne og slagkraftig flådeenhed under det Andet Azov-felttog i 1696. Flåden ekspanderede i den anden halvdel af 1700-tallet og opnåede sin storhedstid i begyndelsen af 1800-tallet, kun overgået af den britiske Royal Navy og den franske flåde målt på størrelse.
Den Kejserlige Russiske Flåde rekrutterede sine officerer fra imperiets aristokrati, der tilhørte den russisk-ortodokse kirke. Unge aristokrater begyndte deres officersuddannelse på det nationale søfartsakademi. I flådens første tid benyttede den betalte udenlandske søfolk, men senere blev alene udskrevet søfolk blandt imperiets indfødte indbyggere. Mange officerer og menige kom fra imperiets ikke-russiske egne som Storfyrstendømmet Finland og særlig Baltikum, hvor der var maritime traditioner.
Som følge af imperiets langsomme tekniske og økonomiske udvikling i den første del af 1800-tallet gik Den russiske flåde ind i en periode med tilbagegang. Ved slutningen af 1800-tallet opnåede flåden atter fremgang under zar Nikolaj 2. (1894-1917), men det meste af Stillehavsflåden og store dele af Østersøflåden var blevet ødelagt under det ydmygende nederlag ved den Russisk-japanske krig i 1904-05.
Flåden opnåede blandede resultater under 1. verdenskrig, hvor den tyske kejserlige flåde dominerede Østersøen, hvorimod russerne havde kontrollen med Sortehavet. Den russiske revolution i 1917 markerede slutningen for den kejserlige flåde; flådens officerer støttede for størstepartens vedkommende zaren, og de menige delte sig og kæmpede på hver sin side under den følgende russiske borgerkrig fra 1917-22. Sovjetunionens flåde, Den Røde Flåde, der blev etableret af bolsjevikkerne i 1918 overtog hovedparten af den kejserlige flådes tilbageværende skibe.
Strategisk stod den den kejserlige flåde over for to hovedproblemer: Brugen af isfri havne og adgang til verdenshavene. Sankt Petersborg og de øvrige havne i Østersøen samt havnene i Vladivostok kunne ikke benyttes i vinterhalvåret grundet is, hvorfor det var nødvendigt at etablere havnefaciliteter i Sortehavet og (senere) i Murmansk. Dertil kom, at flådestyrkerne i Østersøen ikke havde uhindret adgang gennem Øresund og Storebælt, ligesom Sortehavsflåden ikke var sikret uhindret adgang gennem Bosporusstrædet og Dardanellerne. Som følge heraf blev udviklet adskilte flådeenheder, der var isoleret geografisk i Østersøen, Sortehavet, Fjernøsten og i Arktis.

## Forhistorie
Det første tre-mastede krigsskib bygget i Rusland blev bygget under zar Mikhail 1. (Mikhail Fjodorovitj Romanov) og stod færdigt i 1636. Skibet var bygget i Balakhna ved Volgafloden af danske skibsbyggere fra Holsten. Skibet fik navnet Frederik. Under skibets jomfrurejse i det Kaspiske Hav løb hun ind i en storm og sank.
Under den svensk-russiske krig 1656-1658 erobrede russiske styrker i krigens første faser flere borge og områder ved Østersøen, og en bojar, Afanasij Ordin-Nasjtjokin, grundlagde et skibsværft, der byggede krigsskibe til brug i Østersåen. I 1661 mistede Rusland imidlertid de erobrede områder igen, og de byggede skibe blev destrueret af russerne. Bojar Ordin-Nasjtjokin koncentrerede sig herefter i stedet om Volgafloden og det Kaspiske Hav. Med zarens tilladelse hentede Ordin-Nasjtjokin nederlandske skibsbyggere til byen Dedinovo nær området, hvor Volga løber sammen med Oka. Skibsbygninger begyndte i 1667 og to år senere var fire skibe bygget: Et skib med 22 kanoner, navngivet Орёл ("Orjol" = "Ørn") og tre mindre skibe. Орёл var Ruslands første tremaster, der kom i kamp. Det blev senere bordet af oprørske kosakker under ledelse af Stenka Razin. Kosakkerne hærgede skibet og efterlod det halvsunkent i en flodmunding ved Volgas udløb.

## Peter den Stores regeringstid
Peter den Store ønskede territorial ekspansion for Rusland, herunder i områderne mod syd. Under Den russisk-tyrkiske krig (1686-1700) var det et mål at indtage den osmanniske fæstning i Azov, hvor Don løber ud i Det Azovske Hav, der er forbundet med Sortehavet. Ved det andet Azov-felttog i 1696 benyttede russerne for første gang i felttoget flådestyrker mod osmannerne. Felttoget endte succesfuldt for russerne, og den 20. oktober 1696 udstedte Peter den Store et dekret om etableringen af en egentlig flådestyrke. I 1704 påbegyndtes opførelsen af Admiralitetet i Sankt Petersborg med henblik på at samle flådens ledelse i selvstændige bygninger.
Under den Store Nordiske Krig (1700–1721) opbyggede russerne Østersøflåden. I årene 1702–1704 blev der på flere værfter langs floderne Syas, Luga og Olonka bygget både, der var drevet af årer (galejer) ligesom der blev importeret skibe bygget i udlandet. Formålet var at kunne de erobrede kystlinjer og at angribe fjendens (primært Sveriges) maritime kommunikationslinjer i Østersøen. Fra 1703 til 1723 var flådens hovedbase i Petrograd (i dag Sankt Petersborg) og herefter i Kronstadt. Der blev også etableret baser i Reval (Tallinn) og i Vyborg, som Sverige havde måtte afstå til Finland efter Den russisk-svenske krig (1741-1743).
I 1745 rådede den Kejserlige flåde over 130 sejlskibe, herunder 36 linjeskibe, 9 fregatter, 3 sjnjava'er (шнява — et let to-mastet skib brugt til rekognoscering og levering af beskeder mellem enhederne), 5 skibe til udførelse af bombardementer og 77 hjælpefartøjer. Flåden af åredrevne skibe bestod af 396 både, herunder 253 galejer og "halv-galejer" (скампавеи) og 143 brigantiner. Skibene blev bygget ved Ruslands floder og i Sankt Petersborg.
Flådens officerer blev rekrutteret blandt aristokrater, der var tilknyttet Ruslands ortodokse statskirke. De menige sømænd blev udskrevet til livslang tjeneste i flåden. Kadetterne blev uddannet ved Akademiet for videnskabelig matematik og navigation i Moskvas Sukharevtårn, der var blevet opført i 1701. Kadetterne blev ofte sendt på studie- og praktikophold i andre landes flåder. Den kejserlige flåde ansatte tillige udlændinge med betydelig maritim erfaring, eksempelvis danske Vitus Bering, norsk-nederlandske Cornelius Cruys og grækeren Ivan Botsis. I 1718 etableredes Admiralkollegiet (Адмиралтейств-коллегия) som den højeste autoritet inden for flåden. Flådens organisation, uddannelse og principper for maritim krigsførelse blev beskrevet i Flådens charter, der var forfattet af Peter den Store i 1720.
Mellem 1688 og 1725, en periode, der omfatter det meste af Peter den Stores regeringstid, blev bygget ca. 1.260 skibe på russiske værfter til flåden. Der blev løbende indsat flåder i Hvidehavet, Azovhavet (med forbindelse til Sortehavet), Østersøen og det Kaspiske hav. I 1700 ved begyndelsen af Store nordiske krig var hovedparten af den kejserlige flådes mandskab udlændinge, men ved krigens slutning i 1721 rådede flåden over 7.215 russiske sømænd.

## Anden halvdel af 1700-tallet
I den anden halvdel af 1700-tallet blev  flåden udbygget for at understøtte den ekspansive russiske udenrigspolitik. Det russiske kejserrige var i løbende konflikt med Det Osmanniske Rige om kontrollen over Sortehavet. Under den russisk-osmanniske krig (1768-1774) sendte Rusland for første gang flådeenheder fra Østersøen til det Ægæiske Hav, hvor den russiske flådes tilstedeværelse i 1770 førte til udbruddet af Orlovrevolten, hvor grækere på Peloponnes og senere Kreta gjorde oprør mod osmannerne støttet af den russiske flåde. Den russiske flåde opnåede en en stor og betydningsfuld sejr over osmannernes flåde ved Slaget ved Çeşme, der gav russerne kontrollen med Ægæerhavet i en årrække efter slaget. Senere under den russisk-tyrkiske krig i 1771 indtog flåden fæstningerne ved Kertj og Jenikale og opnåede derved kontrol med Kertjstrædet det skulle passeres for at komme ud af Azovhavet og ind i Sortehavet.
Efter at have rykket frem mod Donau etablerede russerne Donau Militærflåde med det formål at bevogte Donauflodens udløb. Belugakaviar fra Donau var vigtig og flådens tilstedeværelse gave Rusland mulighed for at få del i indtægterne fra kaviarhandlen.
Russerne grundlagde Azovflåden i 1771 og i 1773 sejlede flåden ud i Sortehavet. Rusland trak sig sejrrigt ud af den russiske-tyrkiske krig i 1774 og opnåede herved kontrol med Azovhavet og den del af Sortehavet, der ligger mellem floderne Sydlige Buh og Dnester. Krim blev erklæret selvstændig under russisk beskyttelse og blev annekteret af Rusland i 1783. Russerne grundlage i 1778 havnen i Kherson ved Dneprs udløb, og i 1783 blev det første slagskib taget i brug ved denne flådebase. Året efter havde den kejserlige russiske flåde etableret en flådeeskadre med direkte adgang til Sortehavet.

## 1800-tallet
Ved slutningen af 1700-tallet rådede Rusland over den fjerdestørste flåde i verden efter Storbritannien, Spanien og Frankrig. Sortehavsflåden havde bl.a. fem linjeskibe og 19 fregatter (1787), og Østersøflåden havde 23 linjeskibe og 130 fregatter (1788). Den russiske flåde bestod ved begyndelsen af 1800-tallet af Østersøflåden, Sortehavsflåden samt flåder i det Kaspiske Hav, Hvidehavet og i Stillehavet ved Okhotsk.
Under Napoleonkrigene havde den russiske flåde begrænset styrke. En komite for forbedring af flådens stilling konkluderede i 1802, at flådens materiel var i ringe forfatning og at flere af skibene var angrebet af råd og manglede vedligeholdelse, og at flåden ikke kunne forventes af kunne forsvare østersøfæstningen Kronstadt og Sankt Petersborg. Komiteens formand konkluderede, at "Det er umuligt for Rusland at blive anset som en større maritim nation, men der er imidlertid ikke noget behov herfor og ej heller nogen fordel af sådan status." Som en konsekvens heraf anbefalede komiteen alene mindre justeringer til at forbedre flådens forhold, og Ruslands flåde forblev forholdsvis svag herefter, og landet satsede i stedet på landstyrker til at besejre Napoleon. I 1802 blev etableret et flådeministerium.
Denne holdning til flåden ændredes, da Nikolaj 1. blev zar i 1825. Blot en måned efter sin kroning meddelte han, at "Rusland skal have den tredjestørste flådestyrke efter England og Frankrig og skal være stærkere end nogen koalition af sekundære flåder." Som en konsekvens heraf blev nedsat en komite, der skulle organisere opbygningen af flåden og et omfattende skibsbyggeri for at nå målene om at blive den tredjestærkeste flåde. I årene efter skete en kraftig oprustning af den russiske flåde og både Østersøflåden og Sortehavsflåden blev kraftigt udbygget. Rusland havde fortsat konflikt med Det Osmanniske Rige og flåden opnåede en vigtig sejr over osmannerne ved Slaget ved Navarino i 1827 og flåden var en vigtig brik i den følgende russisk-tyrkiske krig (1828-29), hvor det lykkede at opnå kontrol med Sortehavet og at påføre osmannerne tab i Middelhavet, hvilket førte til den for Rusland fordelagtige fredsslutning i 1829 med indgåelse af Adrianopeltraktaten, der bl.a. sikrede Rusland uhindret adgang til Donaus udmunding og uhindret adgang gennem Dardanellerne.
I 1826 byggede Rusland sit første dampdrevne krigsskib, Izhora, med otte kanoner og en maskine med en effekt på 98 hk (73,6 kW). I 1836 tog flåden den første hjuldamper-drevne fregat i brug, Bogatyr, udstyret med 28 kanoner.
Den kejserlige flåde udsendte i 1800-tallet en række ekspeditioner, der skulle udforske verdenshavene. Mellem 1803 og 1855 deltog flådens skibe i mere end 40 verdensomsejlinger, hvoraf de fleste blev udført til støtte for Ruslands kolonier på den nordamerikanske vestkyst (Russisk Amerika) og havnene i Fjernøsten. Det var således en russisk ekspedition under ledelse af Fabian von Bellingshausen, der første gang opdagede fastland på Antarktis.
Under den amerikanske borgerkrig placerede Rusland flådefartøjer i havnene i New York og San Francisco, bl.a. fregatten  Aleksandr Nevskij. Nogle historikere anfører, at disse flådebesøg var en væsentlig faktor, der holdt Storbritannien og Frankrig tilbage fra at gå ind i krigen på Sydstaternes side. Udover at støtte Nordstaterne var Rusland også villig til at gå i krig mod Frankrig og Storbritannien i fald de intervenerede i den polske opstand i 1863. Den russiske flåde var svagere end de franske og britiske flåder og kunne blive blokeret ved flådens baser, men hvis store flådestyrker var udstationeret i Amerika, kunne de lettere angribe franske og britiske handelsskibe.
Den kejserlige flåde fortsatte sin udbygning i den sidste halvdel af århundredet og blev den tredje største flåde i verden efter Storbritannien og Frankrig. Udbygningen fortsatte under Nikolaj 2. På trods af, at den russiske industri også blev udbygget i perioden, var det ikke muligt at opfylde flådens behov for skibe og materiel fra russiske værfter og fabrikker, og flåden købte derfor i perioden også skibe fra Storbritannien, Frankrig, Tyskland, USA og Danmark. Særlig franske skibsbyggere havde væsentlig indflydelse på udformningen af flådens skibe.

## Krimkrigen og dens følger
Det Russiske Kejserrige så det som sin pligt at forsvare de kristne minoriteter, særlig de kristne ortodokse, i det svækkede i Det Osmanniske Rige. Som led i denne politik besatte Rusland i juli 1853 Moldova og Valakiet ved det vestlige Sortehav, der forinden havde været under osmannernes kontrol. Efter at forhandlinger mellem Rusland og osmannerne samt stormagterne Storbritannien og Frankrig var brudt sammen, erklærede Det Osmanniske Rige erklærede krig den 4. oktober 1853. I første omgang spillede den russiske flåde en mindre rolle i konflikten, men ved slutningen af november lokaliserede flåden en del af den osmanniske flåde, der havde søgt ly i havnen ved Sinope grundet dårligt vejr. Den kejserlige flåde under kommando af Pavel Nakhimov indledte en blokade af den befæstede havn, og den 30. november 1853 foretog flåden et bombardement af den osmanniske flåde, kendt som Slaget ved Sinope. Det russiske angreb på osmannerne var en stor militær succes. Russerne benyttede dampdrevne skibe og moderne bombekanoner med eksplosive projektiler og udslettede den osmanniske flådestyrke. Den overlegne militære sejr udløste jubel i Sankt Petersborg, hvor der i visse kredse havde været sået tvivl om flådens militære relevans.
Angrebet på den osmanniske flådestyrke og den overlegne sejr fik imidlertid Storbritannien og Frankrig til at indtræde i krigen på osmannernes side, hvilket blev indledningen til Krimkrigen. Storbritannien og Frankrig sendte flådestyrker til Sortehavet, og den russiske flåde blev trukket tilbage til basen i Sevastopol, hvor Belejringen af Sevastopol blev indledt. Under Krimkrigen blev den russiske Sortehavsflåde elimineret, og ved fredsslutningen i Paris i 1856 måtte Rusland og Det Osmanniske rige acceptere, at de to lande ikke måtte have flådestyrker i Sortehavet. Forbuddet mod flådestyrker i Sortehavet, blev dog ophævet ved London-traktaten i 1871.
Rusland koncentrerede sig herefter i at udbygge Østersøflåden og Stillehavsflåden. Flåden opgav sejlskibe og nye fartøjer var dampdrevne og der blev satset på panserskibe og skibe med betydelig ildkraft. Disse fartøjer havde kraftigt artilleri og tykt panser, men begrænset sødygtighed, hastighed og rækkevidde.

## Russisk-japanske krig
Ruslands ekspansion i Kina havde ført til spændinger i forhold til Kejserriget Japan, der også førte en ekspansiv udenrigspolitik i Kina og Korea. Rusland havde i forbindelse med Bokseropstanden etableret flådebase i Port Arthur og havde stationeret mange soldater i Fjernøsten, ligesom Rusland byggede den transsibiriske jernbane til Vladivostok. Japan så med bekymring på den russiske ekspansion i et område, hvori også Japan havde interesser.
Efter forhandlinger var endt resultatløse, angreb den Kejserlige japanske flåde den 8. februar 1904 de russiske skibe i Port Arthur. Angrebet var en succes, og to russiske slagskibe blev ødelagt. Den japanske flådestyrke forblev udenfor Port Arthur men formåede ikke effektivt at blokere havnen, men den russiske flåde forblev imidlertid i havnen og afstod fra at møde den japanske styrke i åben kamp på havet.
Begge parter udlagde miner under konflikten. Det var første gang, at minelægning var anvendt offensivt i søkrig. Det lykkede russerne den 15. maj 1904 at lokke japanske skibe ind i et russisk minefelt, hvor to japanske slagskibe gik på minerne og sank.
I august 1904 forsøgte dele af den russiske flåde at bryde den japanske blokade og sejle til Vladivostok. Udbryderstyrken kom i kamp med den japanske flåde under Slaget i det gule hav og blev tvunget tilbage til Port Arthur efter at have lidt tab. Resterne af den russiske flåde forblev i Port Arthur, hvor skibene langsomt blev sænket af japansk artilleri. Port Arthur faldt den 2. januar 1905.

### Russiske ubåde
Rusland havde ved begyndelsen af 1900-tallet været interesseret i ubåds-teknologi og havde i april 1904 købt den første fungerende motordrevne tysk ubåd, Forelle, og havde afgivet ordre to to yderligere ubåde bygget på det tyske værft Germaniawerft i Kiel. Disse ubåde blev transporteret til Vladivostok med den Transsibiriske jernbane med henblik på indsættelse i krigen. I juni 1904 købte flåden i hemmelighed fra det amerikanske virksomhed Electric Boat Company yderligere en ubåd. Den blev ligeledes sendt til Vladivostok og indsat i tjeneste som den første russiske ubåd under navnet Som. Den leverede ubåd var dog ikke fuld operationel, da den manglede torpedoer, der var bestilt i Tyskland. Russerne fik kort efter licens til at bygge tilsvarende ubåde i Sankt Petersborg.
Den russiske flåde placerede i løbet af 1904 mindst syv ubåde i Vladivostok og den 1. januar 1905 etablerede flåden verdens første operationelle ubåds-flåde ved basen i Vladivostok. Den 14. februar 1905 blev de første ubåde sendt ud på patruljer i området. Den 29. april 1905 opnåede en russisk ubåd kontakt med japanske krigsskibe, hvor en japansk torpedobåd skød mod den russiske ubåd uden dog at ramme. Der opstod yderligere en kontakt den 1. juli 1905, men heller ikke her lykkedes fartøjerne at beskadige hinanden.

### Slaget ved Tsushima
For at komme den indesluttede flåde til hjælp i Port Arthur besluttede Rusland at sende forstærkninger i form af skibe fra Østersøflåden til Fjernøsten. Rejsen fra Østersøen til Fjernøsten over Kap det Gode Håb var på ca. 29.000 km og japanerne under ledelse af admiral Tōgō havde god tid til at forberede sig på Østersøflådens ankomst. Da den russiske flåde nåede Tsushimastrædet mellem Japan og Korea den 27. maj 1905, ventede en velforberedt admiral Tōgō. De to flådestyrker var nogenlunde lige stærke på papiret og var udstyret med moderne teknologi, men admiral Tōgōs erfaring fra krigshandlingerne i 1904 viste sig at være udslagsgivende overfor den russiske styrke, der var uden kamperfaring. Da den 27. maj var til ende, var næsten alle den russiske flådes slagskibe sænket, herunder flagskibet Knyaz Suvorov, og den følgende dag overgav russerne sig til admiral Tōgō og overlod de tilbageværende russiske skibe til japanerne.
Kort efter det for russerne katastrofale nederlag ved Slaget ved Tsushima blev indledt fredsforhandlinger, der bragte Den russisk-japanske krig til ophør med et ydmygende nederlag til Rusland. Det var første gang en europæisk nation havde lidt et definitivt nederlag til et asiatisk land, og nederlaget skabte i Rusland tvivl om zar-familiens autoritet, og var et væsentligt element, der ledte til urolighederne i Rusland, der mundede ud i den Den russiske revolution i 1905. Den russiske flåde havde mistet hovedparten af sine skibe og var målt på størrelse nu knap nok var større end Østrig-Ungarns.

## Genopbygning af flåden op til 1. verdenskrig
Efter nederlaget til Japan dannede den russiske zar Nikolaj 2. i 1906 en generalstab, der skulle genopbygge flåden. Flådens fokus blev flyttet til Østersøen, hvor flådens opgaver bestod i at forsvare Sankt Petersborg og udlægge miner i tilfælde af et eventuelt tysk angreb, ligesom flådens ubådskapacitet blev udbygget. Der blev forelagt et ambitiøst genopbygningsprogram for Statsdumaen, der dog i 1907-08 nedstemte forslaget. 
Bosnienkrisen i 1909 nødvendiggjorde et strategiskifte, og der blev iværksat byggeri af nye slagskibe, krydsere og destroyere til Østersøflåden. Forværrede relationer til osmannerne medførte, at der også blev bygget nye slagskibe til Sortehavsflåden. Ruslands udgifter til flåden var i årene kun overgået af Storbritannien, Tyskland, USA og Frankrig. Oprustningen blev gennemført med brug af leverancer også fra udlandet, hvilket efter udbruddet af 1. verdenskrig indebar, at leverancer fra Tyskland blev konfiskeret og leverancer fra de vestlige allierede blev nedprioriteret.

## 1. verdenskrig

### Østersøen
I Østersøen var de to hovedkombatanter den russiske flåde og den tyske flåde. Den britiske Royal Navy støttede den russiske flåde ved at lade nogle ubåde sejle gennem de danske farvande ind i Østersøen. Den tyske flåde var både større og mere moderne end den russiske flåde, og tyskerne kunne hurtigt sende skibe gennem Kielerkanalen, når der var ro i Nordsøen, hvorfor den russiske flåde primært udførte defensive opgaver. Russiske flådefartøjer og ubåde var dog involveret i angreb på konvojer mellem Tyskland og Sverige, ligesom russerne udlagde offensive minefelter.
På grund af den udbredte brug af både offensiv og defensiv minelægning spillede begge flåder en begrænset rolle på østfronten. Tyskerne iværksatte støtte flådeangreb i Rigabugten, uden succes i 1915 og med succes i oktober 1917, hvor tyskerne besatte øerne i Rigabugten og ødelagde russiske skibe, der stod ud fra Riga efter at være blevet beslaglagt af tyskerne.
I marts 1918 efter Oktoberrevolutionen og Ruslands indgåelse af Brest-Litovsk-freden var den tyske flåde enerådende i Østersøen. Den tyske flåde transporterede tropper til at støtte det nyligt uafhængige Finland og for at besætte store dele af Østkarelen, og blev først stoppet ved nederlaget på Vestfronten i november 1918. Russerne evakuerede Østersøflåden fra Helsinki og Reval (Tallinn) til Kronstadt i marts 1918.

### Sortehavet
I Sortehavet var både det russiske og det Osmanniske imperium aktive, men den russiske flåde var dominerende. Den russiske sortehavsflåde var baseret i Sevastopol og var under ledelse af de to admiraler Andrej Eberhardt og Aleksandr Koltjak (fra 1916).
Krigen i Sortehavet begyndte i oktober 1914, da osmannernes flåde bombarderede flere russiske byer. De mest avancerede skibe i den Osmanniske flåde bestod af to tyskbyggede skibe: slagkrydseren SMS Goeben og den lette krydser SMS Breslau, begge under kommando af admiral Wilhelm Souchon. Goeben blev beskadiget ved mindst fire lejligheder og blev oftest jaget tilbage til havn af den overlegne russiske flåde. Ved udgangen af 1915 havde den russiske flåde næsten fuld kontrol over Sortehavet.
Sortehavsflåden blev primært anvendt til at støtte General Nikolajevitj i dennes felttog i Kaukasus. En russisk ubåd og to destroyere angreb i august 1915 en tyrkisk konvoj, der var støttet af en osmannisk krydser og to destroyere. De russiske skibe sænkede alle fire skibe i konvojen uden tab. Senere i sommeren 1916 forsøgte osmannerne at generobre Trabzon. Osmannernes tropper bevægede sig i juni langs kysten mod byen, men måtte opgive fremrykningen efter russiske bombardementer fra havet.
Efter Admiral Koltjak overtog kommandoen i august 1916 udlagde russerne miner ved Bosporus, hvilket hindrede osmanniske skibe i at sejle ind i Sortehavet. Senere på året blev også adgangen til Varna i Bulgarien mineret. Det største tab som den russiske sortehavsflåde led under krigen var tabet af det moderne slagskib Imperatritsa Mariya, der eksploderede i havnen den 7. oktober 1916 kun et år efter at være taget i tjeneste. Årsagerne til eksplosionen er ukendte; det kan have været sabotage eller et uheld.

## Revolutionen og den følgende borgerkrig
De russiske revolutioner og den efterfølgende borgerkrig var ødelæggende for den russiske flåde. De russiske søfolk og officerer kæmpede både på de rødes og de hvides side under borgerkrigen. Hovedparten af Østersøflåden sluttede sig til bolsjevikkerne og hovedparten af Sortehavsflåden sluttede sig til den Hvide hær.
Østersøflåden i Petrograd forblev stort set intakt på trods af, at den blev angrebet af den britiske Royal Navy i 1918-19 under de allieredes intervention i den russiske borgerkrig. Udenlandske tropper der intervenerede i borgerkrigen besatte russiske områder ved kysterne til Stillehavet, Sortehavet og Hvidehavet. De fleste af den russiske flådes fartøjer i Sortehavet sluttede sig til Den hvide hær og blev en del af flåden ledet af de Hvides kommandant Pjotr Wrangel. I forbindelse med nedkæmpelsen af de Hvide og de udenlandske interventionister flygtede de tilbageværende Hvide tropper og flådeenheder fra Krim, mange af den til Tunesien. Langt de fleste af Sortehavsflådens fartøjer forlod derfor permanent Rusland.
Sømændene i Østersøflåden gjorde i 1921 oprør mod Sovjetruslands dårlige behandling af flådens sømænd. Oprøret fandt sted på Østersøflådens fæstning Kronstadt i Finske bugt. Kronstadt-opstanden blev brutalt slået ned og flere tusinde sømænd blev efterfølgende henrettet.
De tilbageværende skibe fra den kejserlige flåde blev overtaget af Sovjetunionens flåde.